# Pont Ruzizi II
Le pont Ruzizi II est l'un des ponts de Bukavu qui constitue l'un des points de passage de la frontière douanière entre la République démocratique du Congo (RDC) dans la ville de Bukavu et le Rwanda dans la région de Cyimbogo sur la Ruzizi.
Le pont a été construit pour permettre le commerce entre le Ruanda-Urundi, colonie de l'Empire allemand et le Congo belge. Les travaux ont duré 12 ans de 1908 à 1920,.
Le pont, long de 88 m, est le plus long pont de la ville de Bukavu, situé à 20 km du pont Ruzizi I, qui sert également de frontière douanière avec le Rwanda à Cangungu.
Ce pont est situé à l'arrière de la montagne abritant le camp militaire de Saio, construit en 1943 après la bataille de Saïo victoire de l'armée congolaise en Éthiopie sur l'Afrique orientale italienne le 8 juin 1941 lors de la Seconde Guerre mondiale.

## Voir également
- Ruzizi
- Pont Ruzizi I
- Pont Ruzizi III